# Gereja Ayam

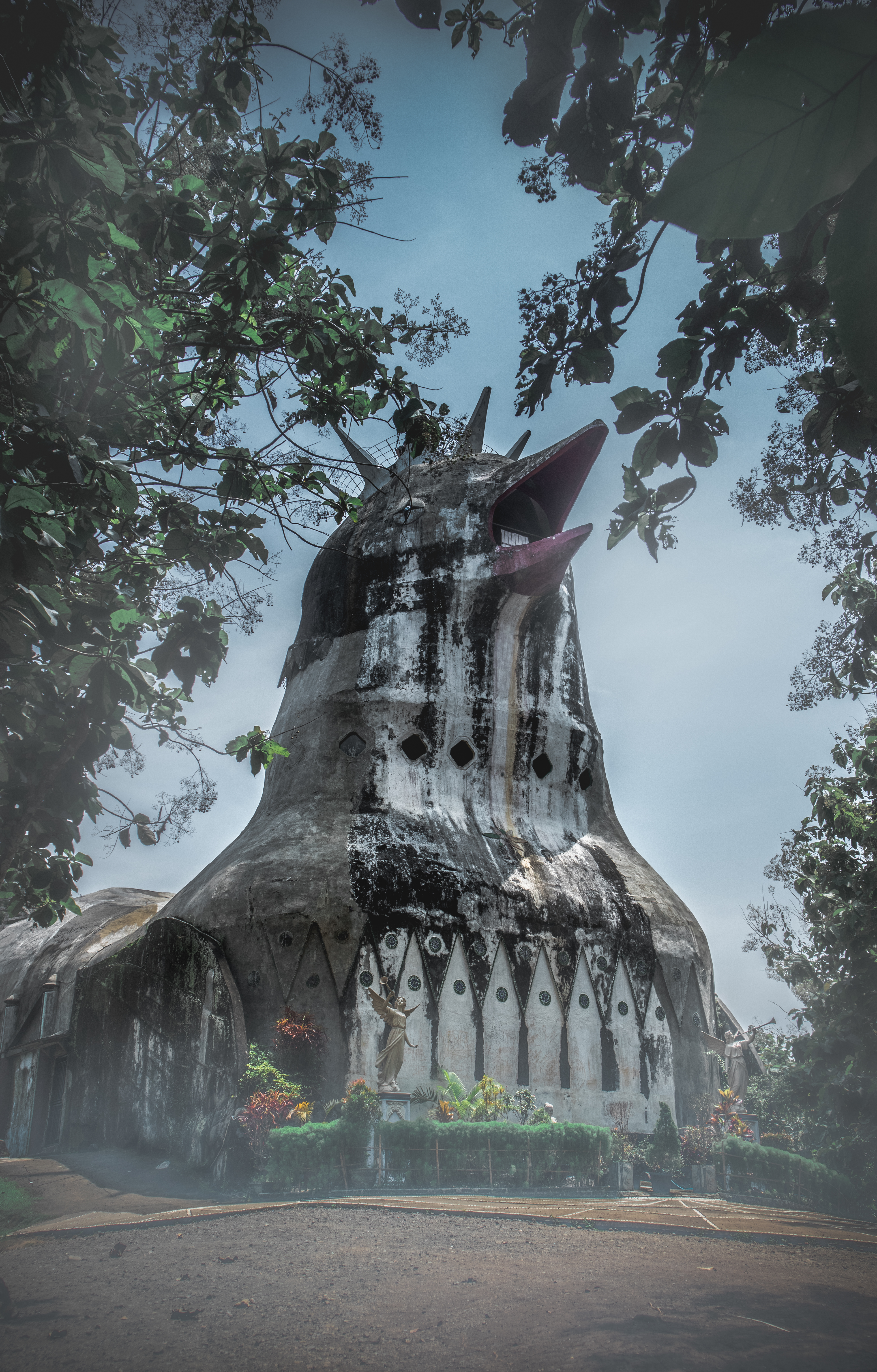
Gereja Ayam (2019)

Die im Volksmund so genannte Gereja Ayam ist ein interreligiöses Gebetshaus beziehungsweise Kirchengebäude in der Nähe der indonesischen Stadt Magelang in der Provinz Zentraljava (indonesisch Jawa Tengah) auf der Insel Java. Das ungewöhnliche Gebäude ist in seiner Form einer Taube nachempfunden. Viele Besucher meinen aber, die Kirche gleiche mehr einer am Boden hockenden Henne, weswegen sie ihren Namen trägt, der zu Deutsch „Hühnchenkirche“ bedeutet. Unter diesem Namen kursieren Bilder der Kirche auch im Internet.

## Genaue Lage
Das Gebäude steht auf dem Bukit Rhema (deutsch Rhema-Hügel) beim Weiler Gombong (Desa Kembang Limus, Distrikt Borobudur, Regierungsbezirk Magelang).

## Geschichte

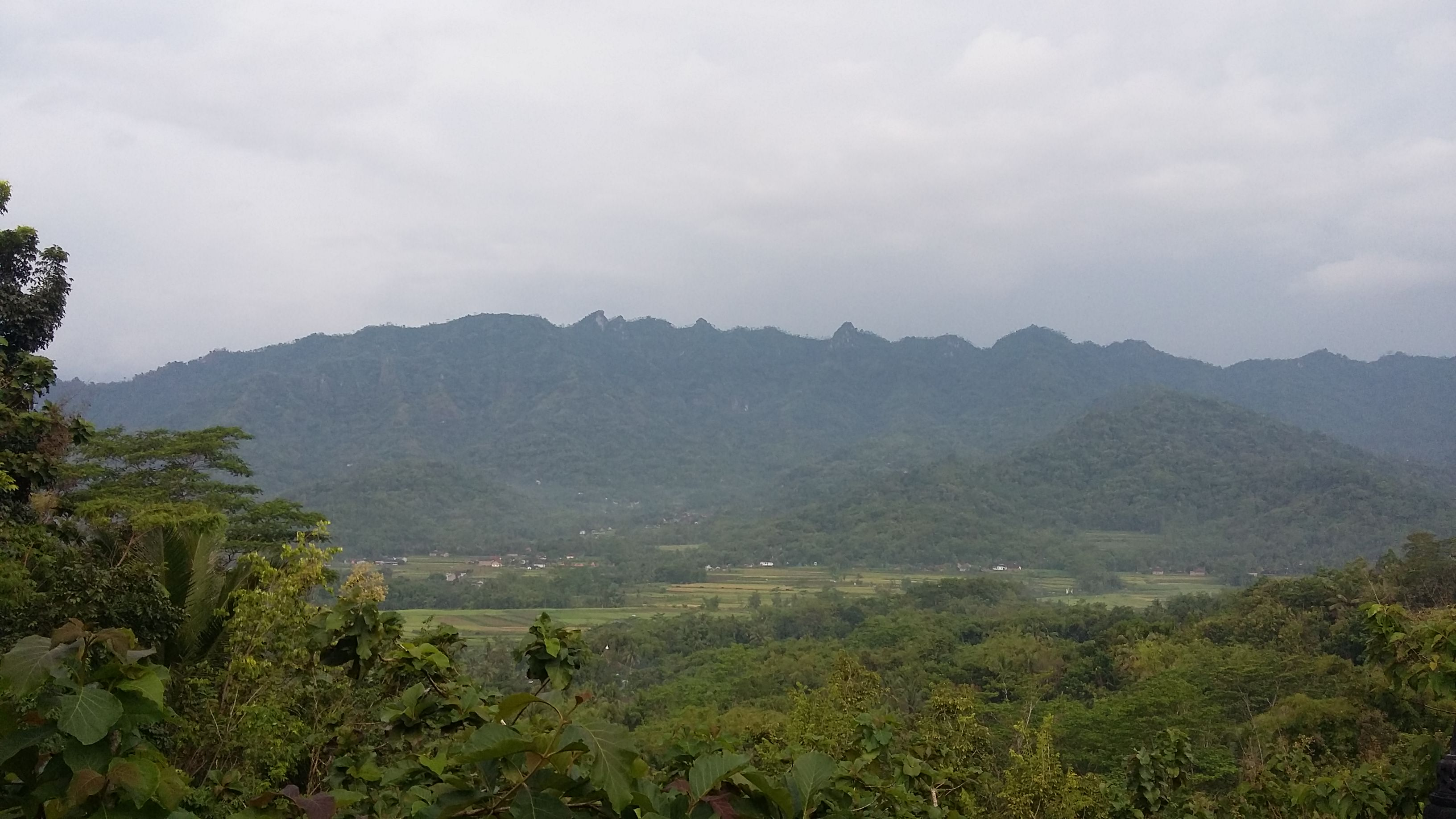
Der Bukit Rhema, wo sich die Gereja Ayam befindet

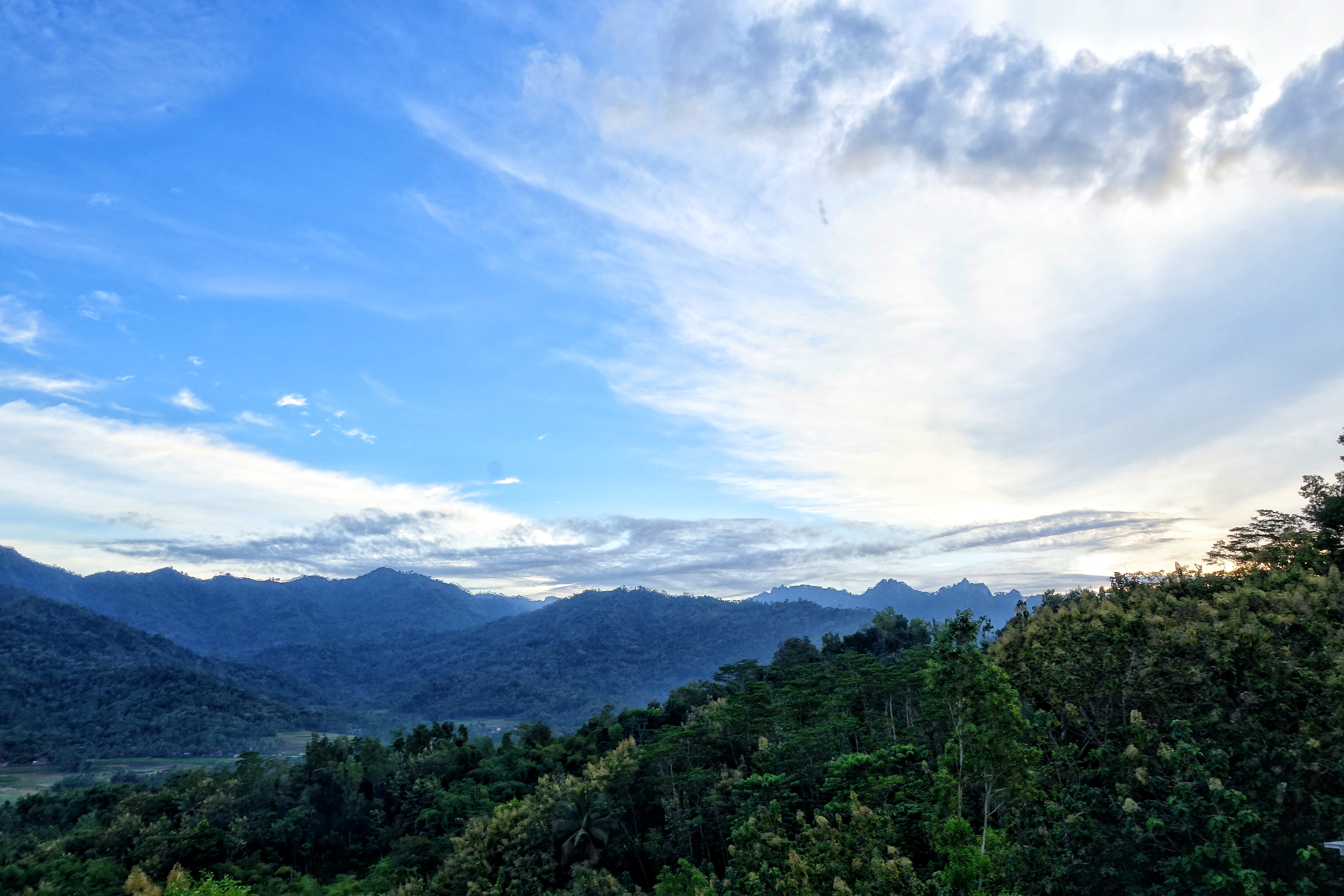
Blick von der Kirche aufs Land

Der Bau begann in den 1990er Jahren. Bauherr war der Geschäftsmann Daniel Alamsjah aus Jakarta, der behauptete, die Inspiration zum Bau der Kirche sei von Gott gekommen. Als er Magelang besuchte, woher seine Frau stammt, habe Gott ihm den Auftrag 1989 in einem Traum erteilt. Die Hügel, auf denen Gereja Ayam steht, entsprechen jenen, die Alamsjah meinte, im Traum gesehen zu haben. Er betete die ganze Nacht an dem Ort und erhielt eine Offenbarung, hier das Gebetshaus zu errichten. 1990 kaufte Alamsjah ein 3000 Quadratmeter großes Grundstück für zwei Millionen Rupien (etwa 300 Euro). Die Zahlung musste er auf Raten innerhalb von vier Jahren verteilen.
Alamsjah selbst ist christlichen Glaubens, stellte sich aber das Gebetshaus als Treffpunkt für Gläubige aller Religionen vor, wo sie beten und meditieren könnten.
Infolge finanzieller Schwierigkeiten und lokaler Widerstände wurde das Bauwerk nie fertiggestellt. Die Bauarbeiten wurden im Jahr 2000 endgültig eingestellt und das Gebetshaus wurde weitgehend dem Verfall überlassen. Buddhisten, Muslime und Christen nutzten es zum Beten. Neben seiner religiösen Bestimmung wurde das Gebäude auch als Rehabilitationszentrum für behinderte Kinder und Drogensüchtige sowie als Unterkunft für Geisteskranke genutzt.
In den vergangenen Jahren wurde der Ort immer öfter von Touristen besucht. Nachdem die Gereja Ayam auch in mehreren Filmen als Kulisse diente, nahm die Bekanntheit des Gebetshauses weiter zu, sodass es heute eine wichtige Touristenattraktion der Region ist. Auch frisch verheiratete Paare kommen zu dem Gebetshaus, um hier Hochzeitsfotos von sich machen zu lassen.
Aufgrund der steigenden Popularität und der exponentiell wachsenden Touristenströme kehrte Alamsjah zurück und das Gebetshaus erlebte eine Wiedergeburt. Mittlerweile sind einige Bereiche fertiggestellt bzw. renoviert worden. In den Katakomben befinden sich 12 Gebetsräume für alle Glaubensrichtungen, die Krone der Taube dient als Aussichtsplattform und im hinteren Teil des Gebetshauses hat sich ein Café angesiedelt, in dem auch Merchandise verkauft wird.

## Architektur
Das Bauwerk ist mit Ornamenten verziert. Es gibt ungewöhnlich geformte Treppen, die zu einem großen Raum im Obergeschoss führen, der einem Kirchenschiff entspricht. Im Untergeschoss befinden sich zwölf 2 × 1 Meter große Räume ohne Fenster und Türen, die heute als Gebetsräume der verschiedenen Religionen dienen. Es ist bis heute nicht klar, zu welchem Zweck diese Kammern ursprünglich dienen sollten. Während der Nutzung als Rehabilitationszentrum sollen sie als Wohnräume gedient haben. Der Kirchturm wird vom Taubenkopf gebildet, der mehrere Zacken aufweist, die wie eine Krone wirken. Stilisierte Schwanzfedern schmücken das andere Ende des Kirchenschiffs. In der Mitte des Dachs befindet sich eine kreuzförmige Öffnung.
Da das Gebäude nie fertiggestellt wurde, ist es heute in einem schlechten Zustand. Die Wände haben keine Farbe, Wetter und Vandalismus führen zu größeren Schäden.

## Trivia
Werner Herzogs Dokumentarfilm In den Tiefen des Infernos von 2016 widmet einen Abschnitt der Ayam Gereja. Im Film wird vermutet, dass Alamsjah geplant habe, eine Verbindung zwischen dem Gebetshaus und einem benachbarten Vulkan zu schaffen, in dessen Richtung die „Taube“ schaue.